# Millenium (film, 1989)
Pour les articles homonymes, voir Millennium.
Pour plus de détails, voir Fiche technique et Distribution.
Millenium (Millennium) est un film canadien réalisé par Michael Anderson, sorti en 1989.

## Synopsis
Un enquêteur du Conseil national de la sécurité des transports rencontre une guerrière venant de 1000 ans dans le futur. Celle-ci remplace les victimes des crash aériens par des corps similaires.

## Fiche technique
- Titre : Millenium
- Titre original : Millennium
- Réalisation : Michael Anderson
- Scénario : John Varley d'après sa nouvelle
- Musique : Eric Robertson
- Photographie : Rene Ohashi
- Montage : Ron Wisman
- Production : Douglas Leiterman, Bruce McNall et Courtney Silberberg
- Société de production : First Millenium Partnership et Gladden Entertainment
- Société de distribution : 20th Century Fox (États-Unis)
- Pays de production :  Canada et  États-Unis
- Genre : Drame, science-fiction et thriller
- Durée : 108 minutes
- Date de sortie : 
  - États-Unis : 25 août 1989

## Distribution
- Kris Kristofferson : Bill Smith
- Cheryl Ladd : Louise Baltimore
- Daniel J. Travanti : Arnold Mayer
- Robert Joy : Sherman
- Lloyd Bochner : Walters
- Brent Carver : Coventry
- David McIlwraith : Tom Stanley
- Maury Chaykin : Roger Keane
- Al Waxman : Dr. Brindle
- Lawrence Dane : Vern Rockwell
- Thomas Hauff : Ron Kennedy
- Peter Dvorsky : Janz
- Raymond O'Neill : Harold Davis
- Philip Akin : Briley
- David Calderisi : Leacock
- Gary Reineke : Carpenter
- Eugene Clark : Craig Ashby
- Cedric Smith : Eli Seibel
- Michael J. Reynolds : Jerry Bannister
- Victoria Snow : Pinky Djakarta
- Susannah Hoffmann : Susan Melbourne
- Claudette Roche : Inez Manila

## Distinctions
En 1990, le film est nommé pour cinq Genie Awards et remporte le prix de la Canadian Society of Cinematographers dans la catégorie « Meilleure cinématographie pour un long métrage destiné aux salles de cinéma ».